# Palazzo Rossi Poggi Marsili
Il Palazzo Rossi Poggi Marsili è un palazzo storico nel centro di Bologna. Già sede dell'Opera pia dei poveri vergognosi, ne ospita l'archivio storico e dal 2016 anche La Quadreria, una pinacoteca gestita dall'ASP Città di Bologna.

## Il palazzo
Il palazzo è stato costruito nel XV secolo. Si trova nel quartiere Santo Stefano, in via Marsala, odonimo ufficiale dalla riforma toponomastica napoleonica del 1873-78, di quella che era chiamata via di Mezzo di San Martino.

## Storia

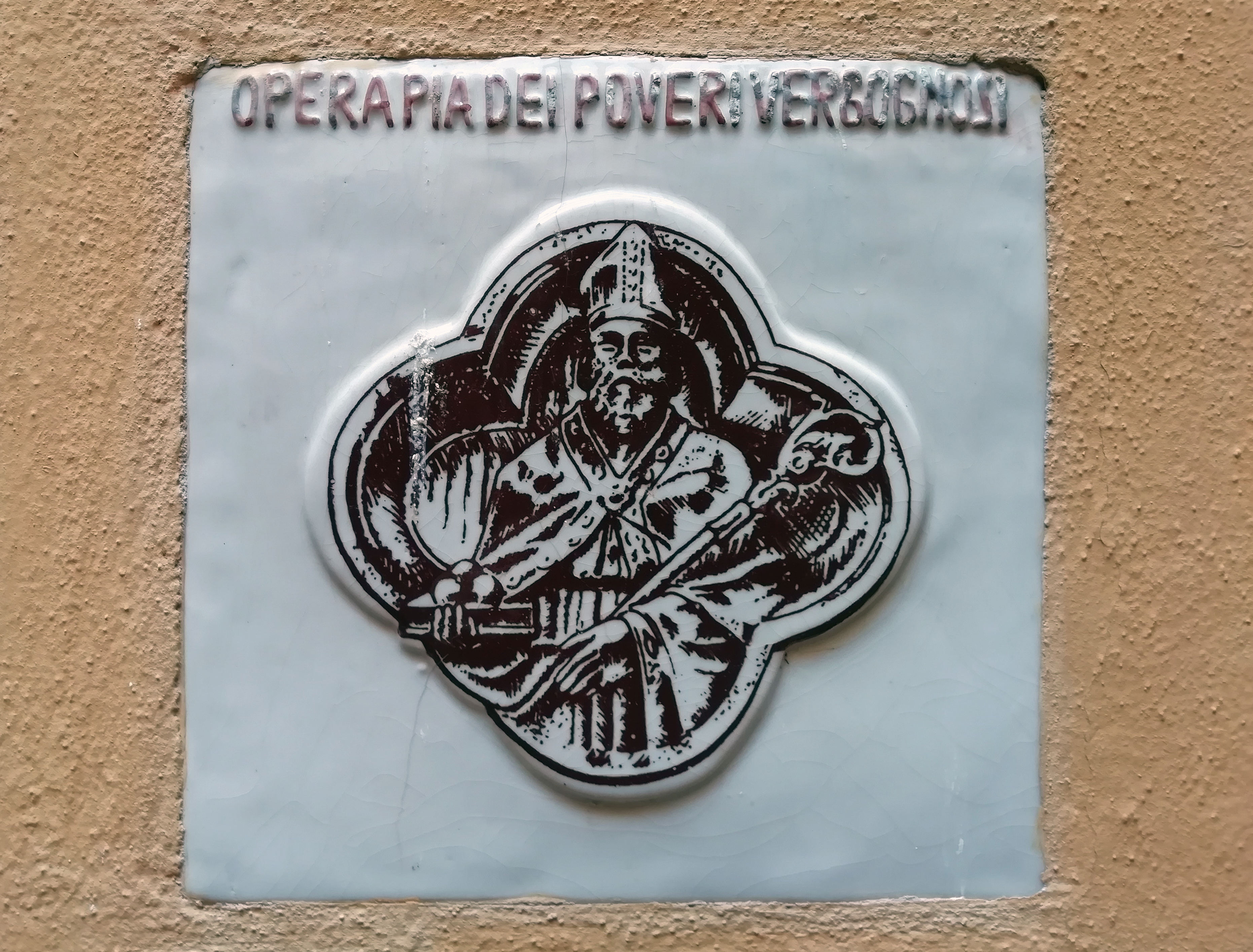
Piastrella dell'Opera pia dei poveri vergognosi.

Il palazzo prende il nome dai Rossi Poggi Marsili, la nobile famiglia bolognese che vi abitava. L'ultimo erede, il conte Giovanni Francesco, in continuità con la sua attività di amministratore dell'istituto religioso, nel 1715 lasciò in eredità all'Opera pia dei poveri vergognosi il palazzo e il resto dei suoi beni. Questa opera pia, dedita a soccorrere nobili e possidenti caduti in povertà ma che si dimostravano meritevoli e probi,
Nel 1716, l'Opera pia vi istituì la propria sede, che eccezionalmente riuscì a preservare anche durante la Restaurazione.
Tra il 2014 e il 2015, dalla fusione delle maggiori ex opere pie cittadine è nato l'ente pubblico a partecipazione comunale "ASP Città di Bologna", che ne ha acquisito anche l'ingente patrimonio storico-artistico.
La Quadreria è stata inaugurata il 24 novembre 2016. Nel 2017 sono state aggiunte la Sala delle Mappe e la ruota dei trovatelli.
Dal 2024 la Quadreria è accreditata al Sistema museale nazionale.

## La Quadreria

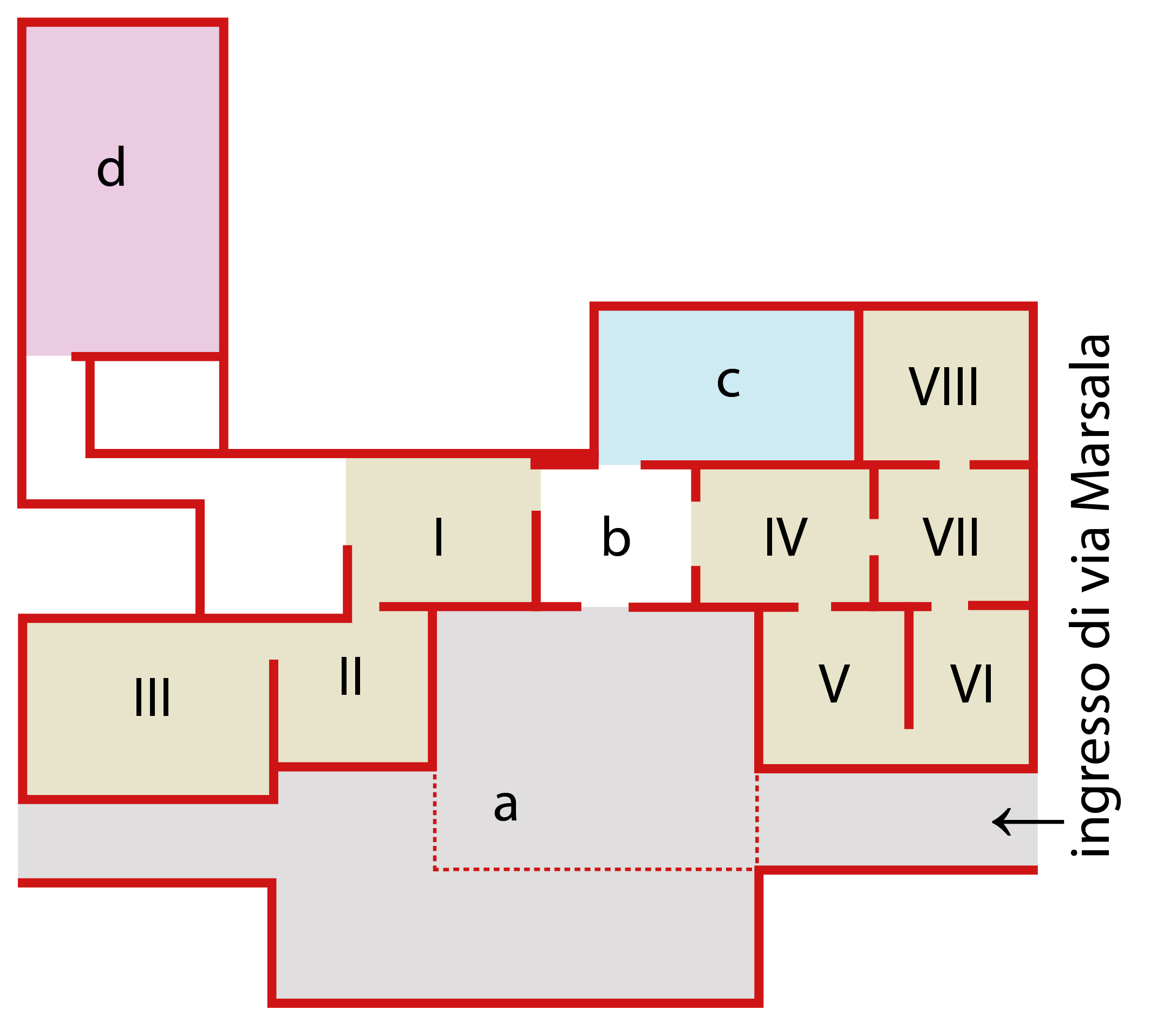
Legenda:
a. cortile interno,
b. atrio,
c. Sala delle Mappe,
d. archivio,
I. Stanza I o Stanza del Barocco,
II. Stanza II o Stanza dei benefattori,
III. Stanza III o il Cinquecento,
IV. Stanza IV o Stanza di Franceschini,
V. Stanza V o Stanza di Bonesi,
VI. Stanza VI o Stanza delle Grazie,
VII. Stanza VII o Stanza dei parenti del Guercino,
VIII. Stanza VIII o Stanza di Ubaldo Gandolfi

Nelle otto stanze in cui si sviluppa il percorso museale sono esposti circa cinquanta dipinti che vanno dal Cinquecento al Settecento, raggruppati per epoca o stile. Si tratta principalmente di opere della scuola bolognese.
Al museo si accede dal cortile interno e si sviluppa al piano terra del palazzo. 

### Sala delle mappe

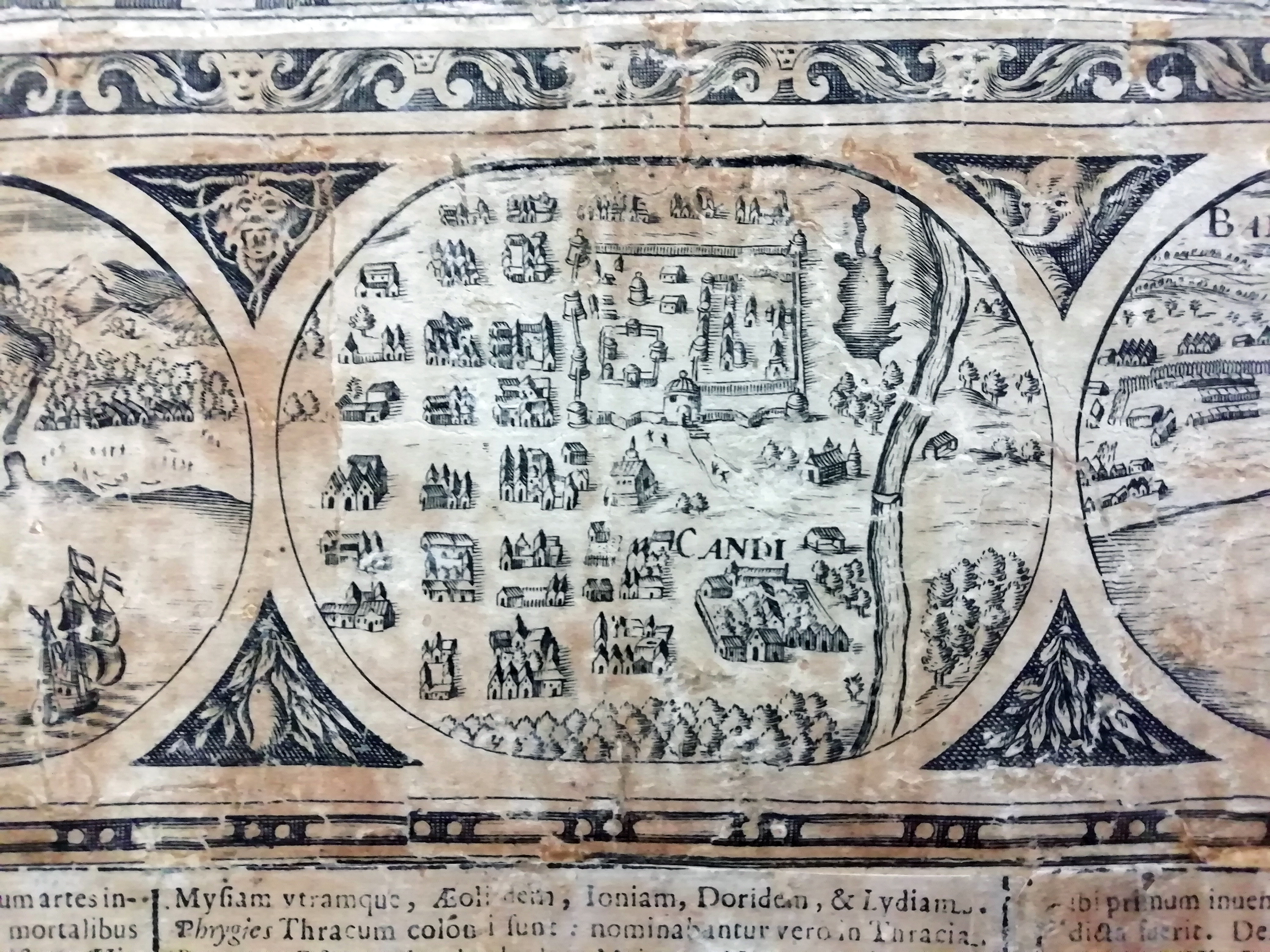
Dettaglio della città di Candi della Nova et acurata totius Asiae tabula

Dall'ingresso, attraversando l'atrio ci si trova nella Sala delle mappe, in cui sono raccolte cinque antiche mappe dell'ultimo quarto del Seicento. 
Le quattro mappe raffiguranti i quattro continenti, sono copiate da Frederick de Wit al bulino su lastra di rame, e stampate ad inchiostro dal tipografo Giuseppe Longhi su carta. Le stampe, con le vedute di Willem Janszoon Blaeu incise da Pietro Todeschi, sono state in seguito fissate su tavola. Oltre alle iscrizioni in italiano e latino le mappe presentano una cornice di vedute esotiche di città lontane, raffiguranti risorse e informazioni in chiave coloniale. La quinta mappa, la Nova totvs terrarvm orbis tabvula, raffigura un planetario. Incisa da Carlo Scotti, è stata stampata sempre a Bologna da Giuseppe Longhi.

### Stanze I - VIII

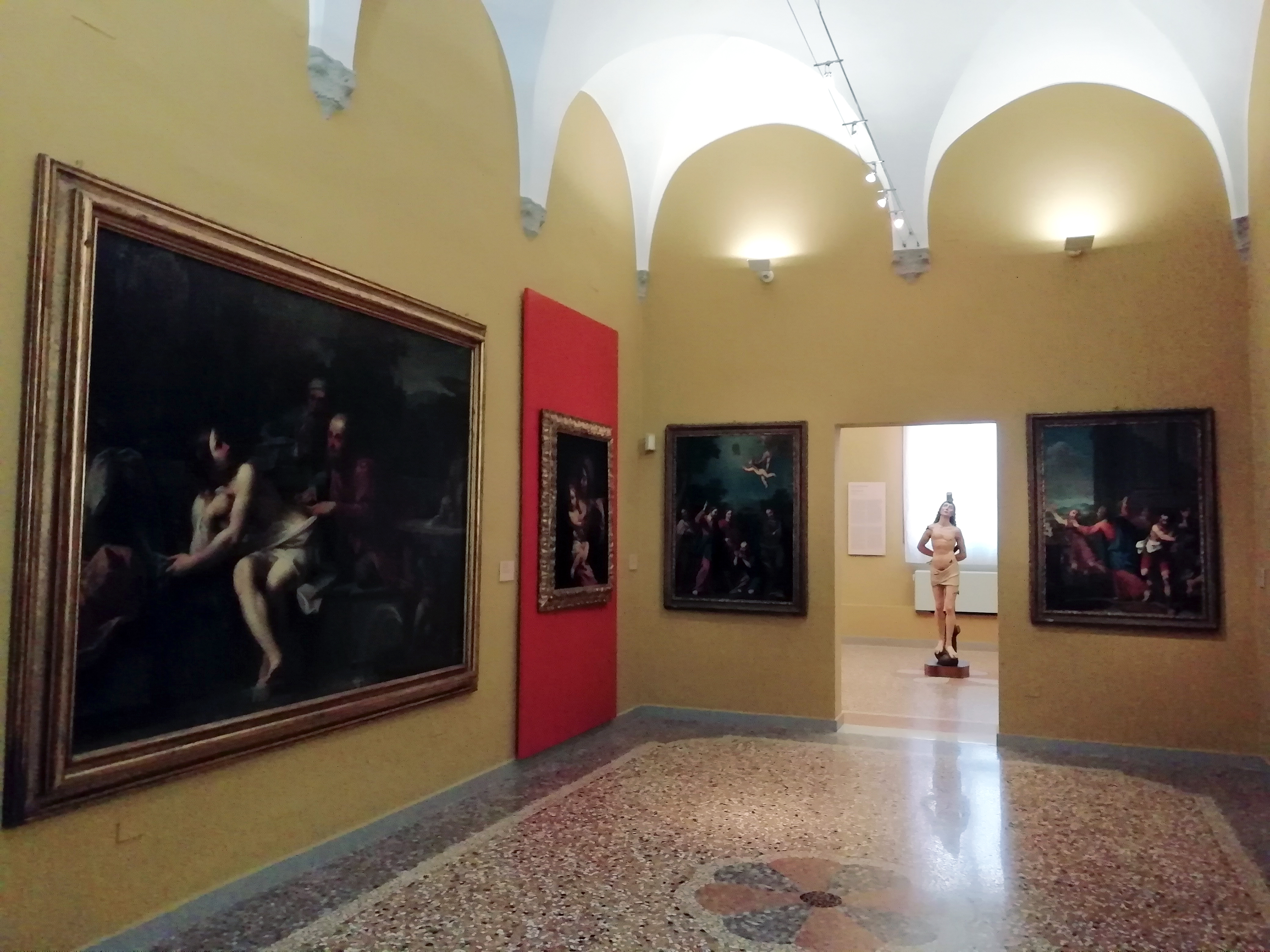
La sala IV. A sinistra, Susanna e i Vecchioni di Marcantonio Franceschini, nel vano della porta verso la Stanza VII si nota la scultura del San Sebastiano di Baccio da Montelupo.

Dall'atrio, prendendo a sinistra, si trovano le prime tre stanze. 
La prima stanza è quella del Barocco.
La Sala III o del Cinquecento presenta le opere di Denys Calvaert, Marc Antonio Franceschini e Bartolomeo Ramenghi.
Nella stanza VI è in mostra anche una ruota degli esposti, risalente all'epoca della Confraternita, utilizzata per depositare i bambini abbandonati.
La Stanza VIII o del Gandolfi conserva sette tele a soggetto religioso di Ubaldo Gandolfi, commissionate tra il 1768 e il 1776 dal marchese Gregorio Filippo Maria Casali Bentivoglio Paleotti, e donate alla Confraternita del Baraccano.

### Opere principali
Tra le opere principali qui esposte si annoverano:
- Madonna col Bambino benedicente, olio su tela di Giovanni Francesco Barbieri detto Il Guercino
- Ritratto Giovanni Francesco Poggi Rossi Marsili, olio su tela centinata di Giovanni Battista Canziani
- Madonna col Bambino  di Elisabetta Sirani
- Cristo in casa di Marta e Maria, olio su tela di Prospero e Lavinia Fontana
- Il Silenzio, olio su tela della Cerchia di Michele Desubleo
- San Petronio, olio su tela di Ubaldo Gandolfi
- Ritorno del figliuol prodigo, olio su tela di Giacomo Cavedone e Bottega
- Giudizio di Salomone, olio su tela sagomata e centinata di Giuseppe Varotti